# Thanatus stepposus
Thanatus stepposus là một loài nhện trong họ Philodromidae.
Loài này thuộc chi Thanatus. Thanatus stepposus được Dmitri Viktorovich Logunov miêu tả năm 1996.